# 洛兹 (塔恩-加龙省)
洛兹（法語：Loze，法語發音：[loz]）是法国奧克西塔尼大區塔恩-加龙省的一个市镇，属于蒙托邦区。

## 地理
洛兹（44°17'11"N, 1°47'36"E）面积11.05 平方千米，位于法国奧克西塔尼大區塔恩-加龙省，该省份为法国西南部内陆省份，北起顺时针与洛特省、阿韦龙省、塔恩省、上加龙省、热尔省和洛特-加龙省接壤。
与洛兹接壤的市镇（或旧市镇、城区）包括：韦拉特、凯吕斯、拉卡佩勒利夫龙、穆亚克、皮拉加尔德、圣普罗热。
洛兹的时区为UTC+01:00、UTC+02:00（夏令时）。

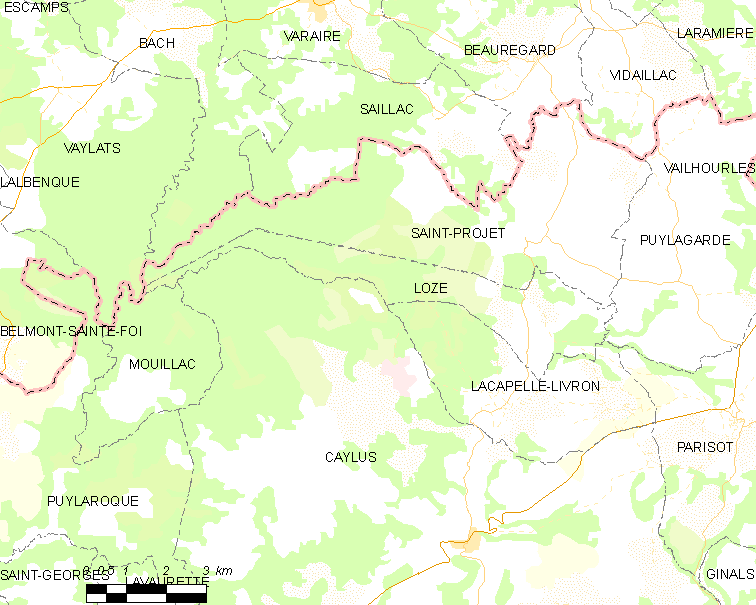
洛兹的OSM定位图

## 行政
洛兹的邮政编码为82160，INSEE市镇编码为82100。

## 政治
洛兹所属的省级选区为凯尔西-鲁埃格县。

## 人口

1962-2008年间洛兹人口变化图示

洛兹于2022年1月1日时的人口数量为121人。